# Semiothisa kenteata
Semiothisa kenteata är en fjärilsart som beskrevs av Otto Staudinger 1892. Semiothisa kenteata ingår i släktet Semiothisa och familjen mätare. Inga underarter finns listade i Catalogue of Life.